# World Boxing Organization
World Boxing Organization (WBO) – jedna z najbardziej prestiżowych i największych organizacji boksu zawodowego na świecie. Wyłania ona swoich mistrzów świata, ustala listy rankingowe i przepisy bokserskie. Siedziba organizacji jest w San Juan w Portoryko.
WBO została założona przez grupę portorykańskich i dominikańskich biznesmenów, którzy wystąpili z innej organizacji bokserskiej, WBA, oskarżając ją o niejasności w przepisach i zasadach ustalania rankingów.
Od 1996 roku prezydentem WBO jest Francisco Varcarcel z Portoryko.
10 września 1994 jako pierwszy Polak Dariusz Michalczewski zdobył mistrzostwo świata WBO w kat. półciężkiej, wygrywając w Hamburgu na punkty z Leonzerem Barberem i skutecznie bronił tego pasa przez ponad dziewięć lat do dnia 18 października 2003, gdy przegrał niejednogłośnie w Hamburgu na punkty z Meksykaninem Julio Césarem Gonzálezem i tracąc pas WBO w kat. półciężkiej. 14 sierpnia 2015 Krzysztof Głowacki został mistrzem świata WBO w wadze junior ciężkiej po znokautowaniu Marco Hucka w Newark. Stracił tytuł 17 września 2016 po porażce na punkty z Ołeksandrem Usykiem.

## Obecni mistrzowie organizacji WBO
Stan na 27 marca 2025.

### Mężczyźni
| Kategoria                   | Mistrz                        | Początek panowania   | Dni  |
| --------------------------- | ----------------------------- | -------------------- | ---- |
| słomkowa (105 lbs)          | Oscar Collazo                 | 27 maja 2023         | 670  |
| junior musza (108 lbs)      | Shokichi Iwata                | 13 października 2024 | 165  |
| musza (112 lbs)             | Anthony Olascuaga             | 20 lipca 2024        | 250  |
| junior kogucia (115 lbs)    | Phumelele Cafu                | 14 października 2024 | 164  |
| kogucia (118 lbs)           | Yoshiki Takei                 | 5 maja 2024          | 326  |
| junior piórkowa (122 lbs)   | Naoya Inoue                   | 25 lipca 2023        | 611  |
| piórkowa (126 lbs)          | Rafael Espinoza               | 9 grudnia 2023       | 474  |
| junior lekka (130 lbs)      | Emanuel Navarrete             | 3 lutego 2023        | 783  |
| lekka (135 lbs)             | Denys Berinczyk               | 18 maja 2024         | 313  |
| junior półśrednia (140 lbs) | Teofimo Lopez                 | 9 czerwca 2023       | 657  |
| półśrednia (147 lbs)        | Brian Norman Jr.              | 12 sierpnia 2024     | 227  |
| junior średnia (154 lbs)    | Sebastian Fundora             | 30 marca 2024        | 362  |
| junior średnia (154 lbs)    | Terence Crawford (tymczasowy) | 3 sierpnia 2024      | 236  |
| średnia (160 lbs)           | Janibek Alimkhanuly           | 25 sierpnia 2022     | 945  |
| superśrednia (168 lbs)      | Canelo Alvarez                | 8 maja 2021          | 1419 |
| półciężka (175 lbs)         | Artur Bietierbijew            | 18 czerwca 2022      | 1013 |
| półciężka (175 lbs)         | Joshua Buatsi (tymczasowy)    | 21 września 2024     | 187  |
| junior ciężka (200 lbs)     | Gilberto Ramírez              | 16 listopada 2024    | 131  |
| ciężka (200+ lbs)           | Ołeksandr Usyk                | 24 września 2021     | 1280 |
| ciężka (200+ lbs)           | Joseph Parker (tymczasowy)    | 7 marca 2024         | 385  |

### Kobiety
| Kategoria                   | Mistrz                              | Początek panowania   | Dni   |
| --------------------------- | ----------------------------------- | -------------------- | ----- |
| junior słomkowa (102 lbs)   | Tina Rupprecht                      | 23 listopada 2024    | 124   |
| słomkowa (105 lbs)          | Wakat                               | Wakat                | Wakat |
| junior musza (108 lbs)      | Evelyn Bermudez                     | 10 marca 2023        | 748   |
| musza (112 lbs)             | Gabriela Fundora                    | 2 listopada 2024     | 145   |
| junior kogucia (115 lbs)    | Mizuki Hiruta                       | 1 grudnia 2022       | 847   |
| kogucia (118 lbs)           | Dina Thorslund                      | 25 czerwca 2021      | 1371  |
| junior piórkowa (122 lbs)   | Ellie Scotney                       | 13 kwietnia 2024     | 348   |
| piórkowa (126 lbs)          | Amanda Serrano                      | 10 grudnia 2016      | 3029  |
| piórkowa (126 lbs)          | Brenda Karen Carabajal (tymczasowa) | 13 maja 2023         | 684   |
| junior lekka (130 lbs)      | Alycia Baumgardner                  | 15 października 2022 | 1624  |
| lekka (135 lbs)             | Terri Harper                        | 28 września 2024     | 180   |
| junior półśrednia (140 lbs) | Katie Taylor                        | 25 listopada 2023    | 488   |
| półśrednia (147 lbs)        | Mikaela Mayer                       | 27 września 2024     | 181   |
| junior średnia (154 lbs)    | Natasha Jonas                       | 19 lutego 2022       | 1132  |
| średnia (160 lbs)           | Claressa Shields                    | 15 października 2022 | 894   |
| superśrednia (168 lbs)      | Savannah Marshall                   | 1 lipca 2023         | 635   |
| półciężka (175 lbs)         | Claressa Shields                    | 27 lipca 2024        | 243   |
| ciężka (175+ lbs)           | Wakat                               | Wakat                | Wakat |